# Edson García
Edson Aldair García Martínez (ur. 1 marca 1998 w Rioverde) – meksykański piłkarz występujący na pozycji środkowego obrońcy, od 2024 roku zawodnik Jaiba Brava.